# Szlachcicowa

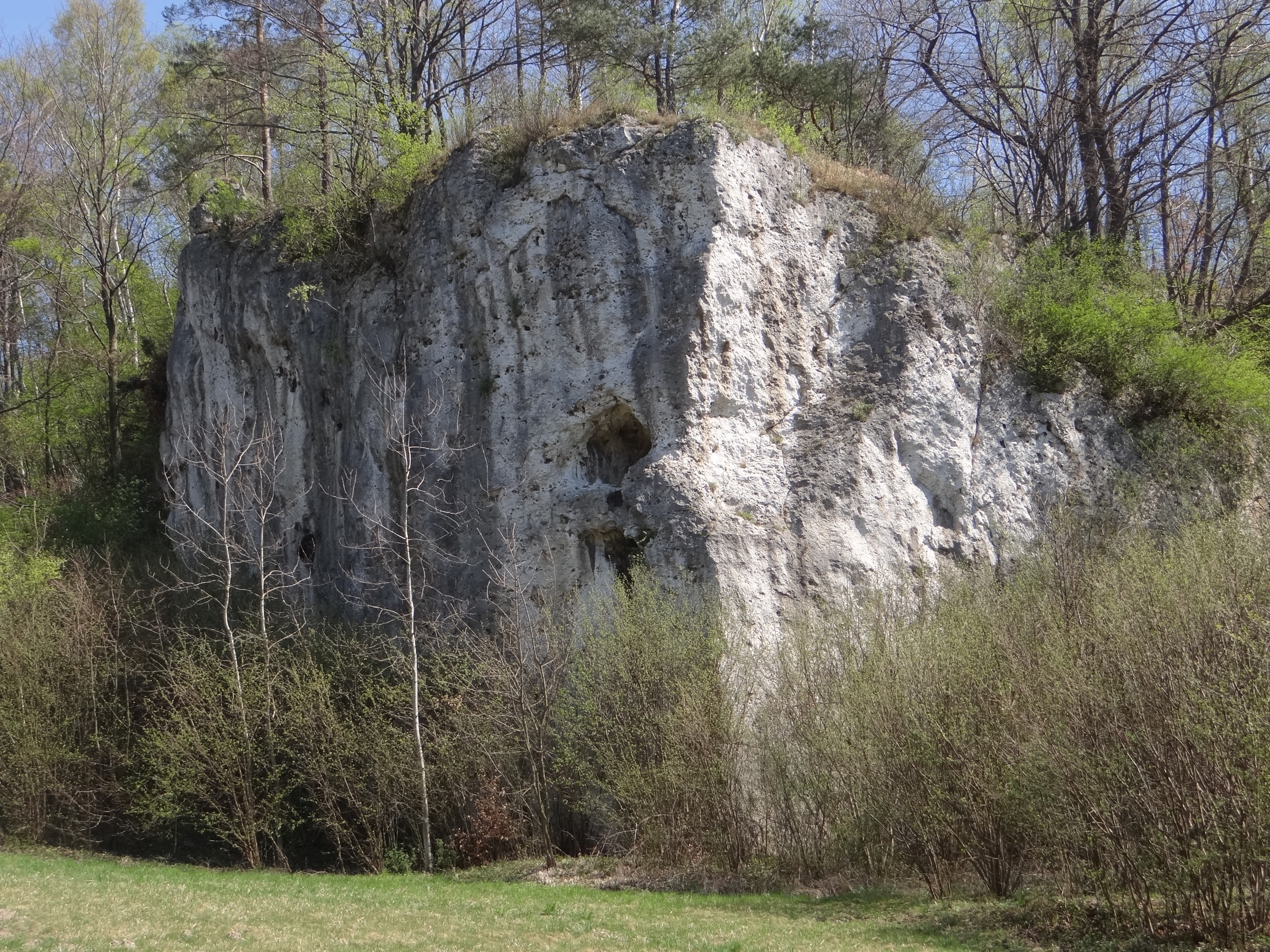

Szlachcicowa – skała w orograficznie lewych zboczach wąwozu Koziarnia w Ojcowskim Parku Narodowym. Administracyjnie należy do miejscowości Sąspów. Skała znajduje się w górnej części wąwozu, na obrzeżu lasu. Jej północno-zachodnia, pionowa ściana opada na łąkę, z pozostałych stron skałę otacza las. Tuż po południowo-zachodniej stronie Szlachcicowej znajduje się pojedyncza, niższa skałka o pionowych ścianach i wysokości 7 m. Obydwie zbudowane są z późnojurajskich wapieni. 
W Szlachcicowej jest kilka jaskiń i schronisk: Tunelik, Schronisko Małe, Jaskinia Niedostępna, Meander, Jaskinia za Grańką, Jaskinia Szlachcicowa. Otwory niektórych są widoczne w pionowej północno-zachodniej ścianie.